# Исландско-латвийские отношения
Исландско-латвийские отношения — двусторонние дипломатические отношения между Исландией и Латвией. Исландия была первой страной признавшей независимость Латвии, в августе 1991 года. Ни у одной из стран нет постоянного посла. Исландия представлена в Латвии через своё посольство в Хельсинки, Финляндия. Латвия представлена в Исландии через свое посольство в Осло, Норвегия, также имеет почётное консульство в Рейкьявике.
Обе страны являются полноправными членами НАТО, Совета государств Балтийского моря и Совета Европы.

## История
В 2000 году 9 октября министр иностранных дел Латвии — Индулис Берзиньш и посол Исландии в Латвии — Корнелиус Зигмундссон подписали соглашение между правительством Латвийской Республики и правительством Республики Исландия о сотрудничестве в сфера туризма. Берзиньш отметил, что «это новый знак сотрудничества между Латвией и Исландией», и выразил поддержку участию Латвии в НАТО и интеграции в ЕС. Он также положительно оценил сотрудничество между Исландией и Латвией в рамках ООН.
В 2006 году Icelandair приобрела LatCharter Airlines.
В январе 2009 года президент Латвии — Валдис Затлерс вручил аккредитационные письма новому чрезвычайному и полномочному послу Латвии в Исландии — Андрису Секацису, отметив тесные и дружеские двусторонние отношения между Латвией и Исландией, которые сохраняются с 1991 года, когда Исландия была первой иностранной страной в мире признавшей независимость Латвии.

## Государственные визиты
- 8 сентября 2008 года министр иностранных дел Исландии — Ингибьорг Сольрун Гисладоттир посетил Латвию с рабочим визитом. У неё были встречи с Марисом Риекстиньшем, а также с несколькими исландскими компаниями в Риге[5][6].
- 7—8 июня 2006 года визит в Исландию премьер-министра Латвии — Айгарса Калвитиса[7].
- 24 октября 2005 года визит в Исландию премьер-министра Латвии — Айгарса Калвитиса.
- 11—13 августа 2002 года Государственный визит в Исландию президента Латвии — Вайры Вике-Фрейберги.
- 24—27 мая 2000 года официальный визит в Латвию премьер-министра Исландии — Давида Оддссона.
- 19 апреля 1999 года президент Латвии — Гунтис Улманис встретился в Рейкьявике с президентом Исландии — Олафуром Рагнаром Гримссоном[8].